# Hockey op de Olympische Zomerspelen 2024 – mannen
Het hockeytoernooi voor mannen tijdens de Olympische Zomerspelen 2024 in Parijs begon op 27 juli en eindigde op 8 augustus. Titelverdediger was België. 
De twaalf deelnemende teams waren verdeeld over twee groepen van zes, waarin in de groepsfase een halve competitie wordt gespeeld. De groepsfase wordt gevolgd door kwartfinales, halve finales en een finale. Het toernooi werd voor de derde keer gewonnen door Nederland, dat in de finale Duitsland versloeg na een penalty shoot-out. Het brons ging naar het team van India, dat in de troostfinale te sterk was voor Spanje. Harmanpreet Singh werd met tien doelpunten topscorer van het olympische hockeytoernooi.

## Kwalificatie
Twaalf teams namen deel aan het toernooi. Gastland Frankrijk was automatisch geplaatst. De overige elf landenteams plaatsten zich via continentale kampioenschappen of olympische kwalificatietoernooien.
| Toernooi                                             | Data                        | Locatie           | Aantal | Gekwalificeerd                           |
| ---------------------------------------------------- | --------------------------- | ----------------- | ------ | ---------------------------------------- |
| Gastland                                             | –                           | –                 | 1      | Frankrijk                                |
| Hockey op de Aziatische Spelen 2022                  | 24 september–6 oktober 2022 | Hangzhou          | 1      | India                                    |
| Hockey op de Pan-Amerikaanse Spelen 2023             | 26 oktober–4 november 2023  | Santiago de Chile | 1      | Argentinië                               |
| Afrikaans olympisch kwalificatietoernooi hockey 2023 | 29 oktober–5 november 2023  | Pretoria          | 1      | Zuid-Afrika                              |
| Europees kampioenschap hockey 2023                   | 18–26 augustus 2023         | Mönchengladbach   | 1      | Nederland                                |
| Oceanisch kampioenschap hockey 2023                  | 10–13 augustus 2023         | Whangārei         | 1      | Australië                                |
| Olympische kwalificatietoernooien                    | 13–21 januari 2024          | Valencia          | 3      | België Spanje Ierland                    |
| Olympische kwalificatietoernooien                    | 13–21 januari 2024          | Muscat            | 3      | Duitsland Groot-Brittannië Nieuw-Zeeland |
| Totaal                                               | Totaal                      | Totaal            | 12     |                                          |

## Groepfase

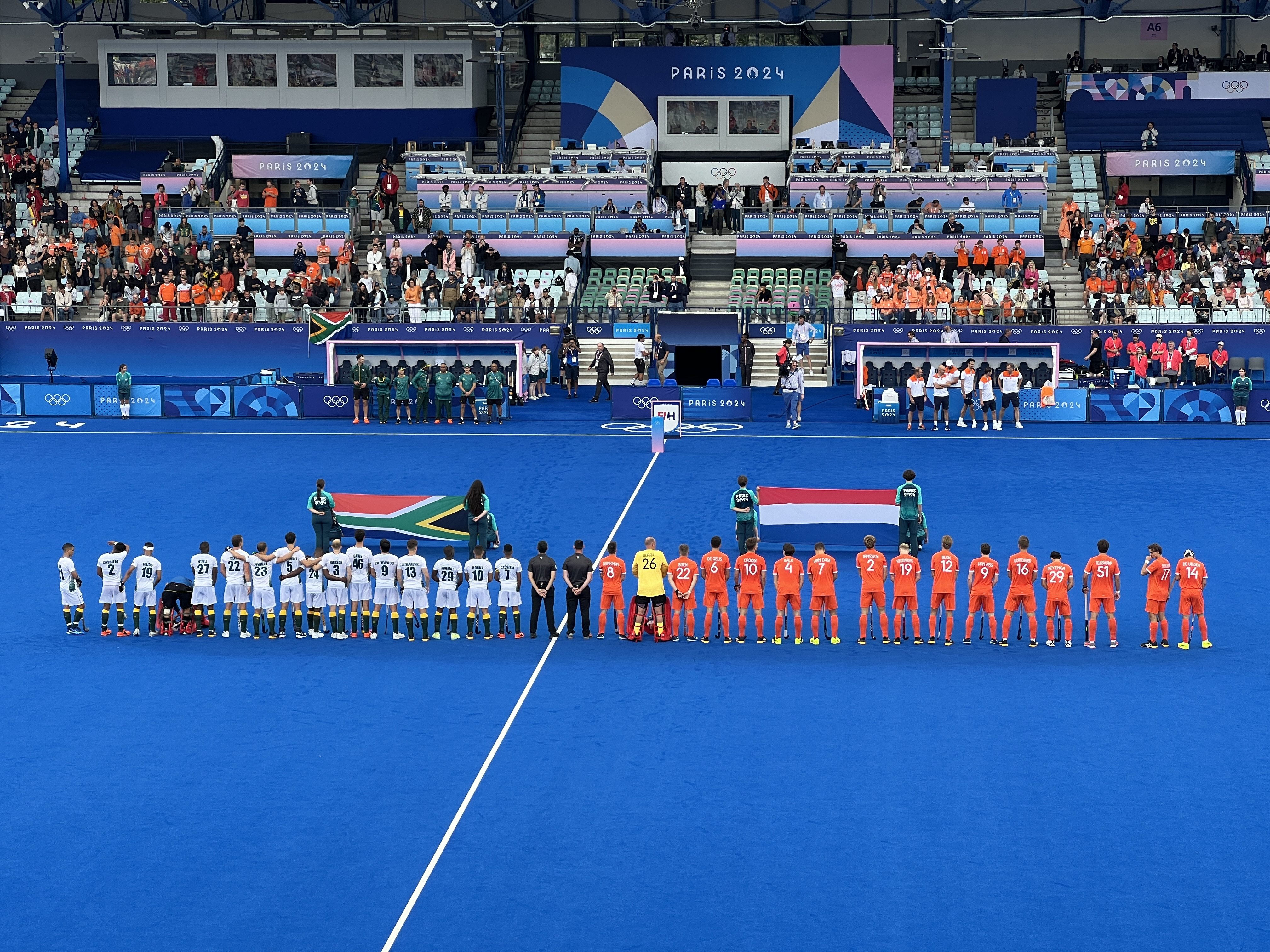
Teams van Zuid-Afrika en Nederland, Stade Yves-du-Manoir, 27 juli 2024.

Alle tijden zijn lokaal (UTC+2).

### Groep A
| Pos | Team             | Wed | W | G | V | Ptn | DV | DT | +/− | Kwalificatie |
| --- | ---------------- | --- | - | - | - | --- | -- | -- | --- | ------------ |
| 1   | Duitsland        | 5   | 4 | 0 | 1 | 12  | 16 | 6  | +10 | Kwartfinales |
| 2   | Nederland        | 5   | 3 | 1 | 1 | 10  | 16 | 9  | +7  | Kwartfinales |
| 3   | Groot-Brittannië | 5   | 2 | 2 | 1 | 8   | 11 | 7  | +4  | Kwartfinales |
| 4   | Spanje           | 5   | 2 | 1 | 2 | 7   | 11 | 12 | −1  | Kwartfinales |
| 5   | Zuid-Afrika      | 5   | 1 | 1 | 3 | 4   | 11 | 17 | −6  |              |
| 6   | Frankrijk (G)    | 5   | 0 | 1 | 4 | 1   | 8  | 22 | −14 |              |

| 27 juli 2024 10:00                  |         |        |                                                                                     |
| Groot-Brittannië                    | 4–0     | Spanje | Stade Yves-du-Manoir, veld 1 Scheidsrechters: Steve Rogers (AUS) Raghu Prasad (IND) |
| Park 13' Furlong 16' Shipperley 58' | verslag |        | Stade Yves-du-Manoir, veld 1 Scheidsrechters: Steve Rogers (AUS) Raghu Prasad (IND) |

| 27 juli 2024 12:45                                         |         |                                       |                                                                                         |
| Nederland                                                  | 5–3     | Zuid-Afrika                           | Stade Yves-du-Manoir, veld 1 Scheidsrechters: David Tomlinson (NZL) Lim Hong Zhen (SGP) |
| Janssen 2', 30' De Geus 10' Hoedemakers 16' Telgenkamp 33' | verslag | M. Cassiem 7' Kok 34' Guise-Brown 44' | Stade Yves-du-Manoir, veld 1 Scheidsrechters: David Tomlinson (NZL) Lim Hong Zhen (SGP) |

| 27 juli 2024 17:00                                                                  |         |                         |                                                                                         |
| Duitsland                                                                           | 8–2     | Frankrijk               | Stade Yves-du-Manoir, veld 1 Scheidsrechters: Zeke Newman (AUS) Gareth Greenfield (NZL) |
| Weigand 1', 44' Rühr 7' Prinz 19' M. Grambusch 21' T. Grambusch 22' Wellen 33', 49' | verslag | Masson 15+' Charlet 59' | Stade Yves-du-Manoir, veld 1 Scheidsrechters: Zeke Newman (AUS) Gareth Greenfield (NZL) |

| 28 juli 2024 17:00 |         |                         |                                                                                          |
| Duitsland          | 0–2     | Spanje                  | Stade Yves-du-Manoir, veld 1 Scheidsrechters: Jonas van 't Hek (NED) Martin Madden (GBR) |
|                    | verslag | Basterra 32' Cunill 53' | Stade Yves-du-Manoir, veld 1 Scheidsrechters: Jonas van 't Hek (NED) Martin Madden (GBR) |

| 28 juli 2024 19:45                              |         |           |                                                                                         |
| Nederland                                       | 4–0     | Frankrijk | Stade Yves-du-Manoir, veld 1 Scheidsrechters: Sean Rapaport (RSA) Irene Presenqui (ARG) |
| Reyenga 7' Bijen 28' De Geus 31' Telgenkamp 54' | verslag |           | Stade Yves-du-Manoir, veld 1 Scheidsrechters: Sean Rapaport (RSA) Irene Presenqui (ARG) |

| 28 juli 2024 20:15      |         |                          |                                                                                           |
| Zuid-Afrika             | 2–2     | Groot-Brittannië         | Stade Yves-du-Manoir, veld 2 Scheidsrechters: Marcin Grochal (POL) Laurine Delforge (BEL) |
| Hobson 11' Sherwood 53' | verslag | Roper 32' Shipperley 59' | Stade Yves-du-Manoir, veld 2 Scheidsrechters: Marcin Grochal (POL) Laurine Delforge (BEL) |

| 30 juli 2024 10:00                     |         |                                 |                                                                                        |
| Spanje                                 | 3–3     | Frankrijk                       | Stade Yves-du-Manoir, veld 1 Scheidsrechters: Lim Hong Zhen (SGP) Coen van Bunge (NED) |
| Iglesias 28' Vilallonga 32' Cunill 51' | verslag | Curty 8', 13' Martin-Brisac 45' | Stade Yves-du-Manoir, veld 1 Scheidsrechters: Lim Hong Zhen (SGP) Coen van Bunge (NED) |

| 30 juli 2024 10:30 |         |                                                       |                                                                                   |
| Zuid-Afrika        | 1–5     | Duitsland                                             | Stade Yves-du-Manoir, veld 2 Scheidsrechters: an Barstow (GBR) Raghu Prasad (IND) |
| Guise-Brown 35'    | verslag | Peillat 1', 39' Rühr 15' Weigand 17' M. Grambusch 58' | Stade Yves-du-Manoir, veld 2 Scheidsrechters: an Barstow (GBR) Raghu Prasad (IND) |

| 30 juli 2024 12:45 |         |                            |                                                                                      |
| Groot-Brittannië   | 2–2     | Nederland                  | Stade Yves-du-Manoir, veld 1 Scheidsrechters: Gabriel Labate (ARG) Ben Göntgen (GER) |
| Morton 56', 58'    | verslag | Wortelboer 45' Van Dam 52' | Stade Yves-du-Manoir, veld 1 Scheidsrechters: Gabriel Labate (ARG) Ben Göntgen (GER) |

| 31 juli 2024 17:30 |         |           |                                                                                         |
| Duitsland          | 1–0     | Nederland | Stade Yves-du-Manoir, veld 2 Scheidsrechters: Martin Madden (GBR) David Tomlinson (NZL) |
| Wellen 3'          | verslag |           | Stade Yves-du-Manoir, veld 2 Scheidsrechters: Martin Madden (GBR) David Tomlinson (NZL) |

| 31 juli 2024 19:45          |         |             |                                                                                         |
| Spanje                      | 3–0     | Zuid-Afrika | Stade Yves-du-Manoir, veld 1 Scheidsrechters: Gareth Greenfield (NZL) Ben Göntgen (GER) |
| Reyne 25', 53' Basterra 37' | verslag |             | Stade Yves-du-Manoir, veld 1 Scheidsrechters: Gareth Greenfield (NZL) Ben Göntgen (GER) |

| 1 augustus 2024 12:45 |         |                        |                                                                                         |
| Frankrijk             | 1–2     | Groot-Brittannië       | Stade Yves-du-Manoir, veld 1 Scheidsrechters: Sean Rapaport (RSA) David Tomlinson (NZL) |
| Clément 30'           | verslag | Wallace 41' Albery 54' | Stade Yves-du-Manoir, veld 1 Scheidsrechters: Sean Rapaport (RSA) David Tomlinson (NZL) |

| 2 augustus 2024 10:30                                |         |                       |                                                                                     |
| Nederland                                            | 5–3     | Spanje                | Stade Yves-du-Manoir, veld 2 Scheidsrechters: Dan Barstow (GBR) Sean Rapaport (RSA) |
| Janssen 19', 53' Hoedemakers 40', 48' Wortelboer 43' | verslag | Basterra 7' Reyne 15' | Stade Yves-du-Manoir, veld 2 Scheidsrechters: Dan Barstow (GBR) Sean Rapaport (RSA) |

| 2 augustus 2024 19:45   |         |                                                             |                                                                                        |
| Frankrijk               | 2–5     | Zuid-Afrika                                                 | Stade Yves-du-Manoir, veld 1 Scheidsrechters: Lim Hong Zhen (SGP) Marcin Grochal (POL) |
| Clément 16' Charlet 25' | verslag | Guise-Brown 2' Horne 23' M. Cassiem 56' D. Cassiem 57', 60' | Stade Yves-du-Manoir, veld 1 Scheidsrechters: Lim Hong Zhen (SGP) Marcin Grochal (POL) |

| 2 augustus 2024 20:15 |         |               |                                                                                            |
| Groot-Brittannië      | 1–2     | Duitsland     | Stade Yves-du-Manoir, veld 2 Scheidsrechters: Coen van Bunge (NED) Gareth Greenfield (NZL) |
| Furlong 49'           | verslag | Rühr 19', 25' | Stade Yves-du-Manoir, veld 2 Scheidsrechters: Coen van Bunge (NED) Gareth Greenfield (NZL) |

### Groep B
| Pos | Team          | Wed | W | G | V | Ptn | DV | DT | +/− | Kwalificatie |
| --- | ------------- | --- | - | - | - | --- | -- | -- | --- | ------------ |
| 1   | België        | 5   | 4 | 1 | 0 | 13  | 15 | 7  | +8  | Kwartfinales |
| 2   | India         | 5   | 3 | 1 | 1 | 10  | 10 | 7  | +3  | Kwartfinales |
| 3   | Australië     | 5   | 3 | 0 | 2 | 9   | 12 | 10 | +2  | Kwartfinales |
| 4   | Argentinië    | 5   | 2 | 2 | 1 | 8   | 8  | 6  | +2  | Kwartfinales |
| 5   | Ierland       | 5   | 1 | 0 | 4 | 3   | 4  | 9  | −5  |              |
| 6   | Nieuw-Zeeland | 5   | 0 | 0 | 5 | 0   | 4  | 14 | −10 |              |

| 27 juli 2024 10:30     |         |         |                                                                                        |
| België                 | 2–0     | Ierland | Stade Yves-du-Manoir, veld 2 Scheidsrechters: Sean Rapaport (RSA) Gabriel Labate (ARG) |
| Boon 25' Hendrickx 49' | verslag |         | Stade Yves-du-Manoir, veld 2 Scheidsrechters: Sean Rapaport (RSA) Gabriel Labate (ARG) |

| 27 juli 2024 13:15 |         |            |                                                                                      |
| Australië          | 1–0     | Argentinië | Stade Yves-du-Manoir, veld 1 Scheidsrechters: Coen van Bunge (NED) Ben Göntgen (GER) |
| Govers 30+'        | verslag |            | Stade Yves-du-Manoir, veld 1 Scheidsrechters: Coen van Bunge (NED) Ben Göntgen (GER) |

| 27 juli 2024 17:30                    |         |                   |                                                                                        |
| India                                 | 3–2     | Nieuw-Zeeland     | Stade Yves-du-Manoir, veld 2 Scheidsrechters: Marcin Grochal (POL) Martin Madden (GBR) |
| Mandeep 24' Vivek 34' Harmanpreet 59' | verslag | Lane 8' Child 53' | Stade Yves-du-Manoir, veld 2 Scheidsrechters: Marcin Grochal (POL) Martin Madden (GBR) |

| 28 juli 2024 17:30         |         |               |                                                                                    |
| België                     | 2–1     | Nieuw-Zeeland | Stade Yves-du-Manoir, veld 2 Scheidsrechters: Steve Rogers (AUS) Dan Barstow (GBR) |
| Hendrickx 8' Van Aubel 44' | verslag | Lane 43'      | Stade Yves-du-Manoir, veld 2 Scheidsrechters: Steve Rogers (AUS) Dan Barstow (GBR) |

| 29 juli 2024 10:00 |         |                     |                                                                                         |
| Ierland            | 1–2     | Australië           | Stade Yves-du-Manoir, veld 1 Scheidsrechters: Sarah Wilson (GBR) Jonas van 't Hek (NED) |
| Cole 25'           | verslag | Weyer 9' Govers 30' | Stade Yves-du-Manoir, veld 1 Scheidsrechters: Sarah Wilson (GBR) Jonas van 't Hek (NED) |

| 29 juli 2024 12:45 |         |              |                                                                                      |
| India              | 1–1     | Argentinië   | Stade Yves-du-Manoir, veld 2 Scheidsrechters: Daniel Barstow (GBR) Zeke Newman (AUS) |
| Harmanpreet 59'    | verslag | Martínez 22' | Stade Yves-du-Manoir, veld 2 Scheidsrechters: Daniel Barstow (GBR) Zeke Newman (AUS) |

| 30 juli 2024 13:15 |         |                      |                                                                                        |
| Ierland            | 0–2     | India                | Stade Yves-du-Manoir, veld 2 Scheidsrechters: Steve Rogers (AUS) David Tomlinson (NZL) |
|                    | verslag | Harmanpreet 11', 19' | Stade Yves-du-Manoir, veld 2 Scheidsrechters: Steve Rogers (AUS) David Tomlinson (NZL) |

| 30 juli 2024 17:00       |         |               |                                                                                          |
| Argentinië               | 2–0     | Nieuw-Zeeland | Stade Yves-du-Manoir, veld 1 Scheidsrechters: Jonas van 't Hek (NED) Sean Rapaport (RSA) |
| Domene 24' Martínez 60}' | verslag |               | Stade Yves-du-Manoir, veld 1 Scheidsrechters: Jonas van 't Hek (NED) Sean Rapaport (RSA) |

| 30 juli 2024 19:45   |         |                                                        |                                                                                            |
| Australië            | 2–6     | België                                                 | Stade Yves-du-Manoir, veld 1 Scheidsrechters: Marcin Grochal (POL) Gareth Greenfield (NZL) |
| Sharp 28' Govers 44' | verslag | Hendrickx 7' Boon 15', 30', 57' Van Aubel 35' Kina 38' | Stade Yves-du-Manoir, veld 1 Scheidsrechters: Marcin Grochal (POL) Gareth Greenfield (NZL) |

| 1 augustus 2024 10:00 |         |                            |                                                                                      |
| India                 | 1–2     | België                     | Stade Yves-du-Manoir, veld 1 Scheidsrechters: Coen van Bunge (NED) Zeke Newman (AUS) |
| Abhishek 18'          | verslag | Stockbroekx 33' Dohmen 44' | Stade Yves-du-Manoir, veld 1 Scheidsrechters: Coen van Bunge (NED) Zeke Newman (AUS) |

| 1 augustus 2024 10:30 |         |                                              |                                                                                        |
| Nieuw-Zeeland         | 0–5     | Australië                                    | Stade Yves-du-Manoir, veld 2 Scheidsrechters: Lim Hong Zhen (SGP) Gabriel Labate (ARG) |
|                       | verslag | Wickham 22' Govers 25', 52', 57' Willott 42' | Stade Yves-du-Manoir, veld 2 Scheidsrechters: Lim Hong Zhen (SGP) Gabriel Labate (ARG) |

| 1 augustus 2024 13:15  |         |          |                                                                                       |
| Argentinië             | 2–1     | Ierland  | Stade Yves-du-Manoir, veld 2 Scheidsrechters: Raghu Prasad (IND) Marcin Grochal (POL) |
| Domene 17' Casella 28' | verslag | Cole 27' | Stade Yves-du-Manoir, veld 2 Scheidsrechters: Raghu Prasad (IND) Marcin Grochal (POL) |

| 2 augustus 2024 13:15 |         |                                   |                                                                                           |
| Australië             | 2–3     | India                             | Stade Yves-du-Manoir, veld 2 Scheidsrechters: Jonas van 't Hek (NED) Gabriel Labate (ARG) |
| Craig 25' Govers 55'  | verslag | Abhishek 12' Harmanpreet 13', 32' | Stade Yves-du-Manoir, veld 2 Scheidsrechters: Jonas van 't Hek (NED) Gabriel Labate (ARG) |

| 2 augustus 2024 17:00 |         |                       |                                                                                   |
| Nieuw-Zeeland         | 1–2     | Ierland               | Stade Yves-du-Manoir, veld 1 Scheidsrechters: Ben Göntgen (GER) Zeke Newman (AUS) |
| Morrison 5'           | verslag | Walker 13' Duncan 31' | Stade Yves-du-Manoir, veld 1 Scheidsrechters: Ben Göntgen (GER) Zeke Newman (AUS) |

| 2 augustus 2024 17:30                       |         |                               |                                                                                      |
| België                                      | 3–3     | Argentinië                    | Stade Yves-du-Manoir, veld 2 Scheidsrechters: Steve Rogers (AUS) Martin Madden (GBR) |
| De Kerpel 34' Hendrickx 52' Stockbroekx 60' | verslag | Casella 5' Domene 45' Rey 53' | Stade Yves-du-Manoir, veld 2 Scheidsrechters: Steve Rogers (AUS) Martin Madden (GBR) |

## Knock-outfase
|  | Kwartfinale      | Kwartfinale     |            |       | Halve finale | Halve finale |  |  | Finale | Finale |
|  |                  |                 |            |       |              |              |  |  |        |        |
|  | 4 augustus       |                 |            |       |              |              |  |  |        |        |
|  |                  |                 |            |       |              |              |  |  |        |        |
|  | Duitsland        | 3               |            |       |              |              |  |  |        |        |
|  | Duitsland        | 3               | 6 augustus |       |              |              |  |  |        |        |
|  | Argentinië       | 2               |            |       |              |              |  |  |        |        |
|  | Argentinië       | 2               | Duitsland  | 3     |              |              |  |  |        |        |
|  | 4 augustus       |                 | Duitsland  | 3     |              |              |  |  |        |        |
|  |                  | India           | 2          |       |              |              |  |  |        |        |
|  | India (PSO)      | India           | 2          | 1(4)  |              |              |  |  |        |        |
|  | India (PSO)      |                 | 8 augustus | 1(4)  |              |              |  |  |        |        |
|  | Groot-Brittannië | 1(2)            |            |       |              |              |  |  |        |        |
|  | Groot-Brittannië | 1(2)            | Duitsland  | 1 (1) |              |              |  |  |        |        |
|  | 4 augustus       |                 | Duitsland  | 1 (1) |              |              |  |  |        |        |
|  |                  | Nederland (PSO) | 1 (3)      |       |              |              |  |  |        |        |
|  | Nederland        | Nederland (PSO) | 1 (3)      | 2     |              |              |  |  |        |        |
|  | Nederland        | 6 augustus      |            | 2     |              |              |  |  |        |        |
|  | Australië        | 0               |            |       |              |              |  |  |        |        |
|  | Australië        | 0               | Nederland  | 4     |              |              |  |  |        |        |
|  | 4 augustus       |                 | Nederland  | 4     |              |              |  |  |        |        |
|  |                  | Spanje          | 0          |       | Troostfinale | Troostfinale |  |  |        |        |
|  | België           | Spanje          | 0          | 2     | Troostfinale | Troostfinale |  |  |        |        |
|  | België           |                 | 8 augustus | 2     |              |              |  |  |        |        |
|  | Spanje           | 3               |            |       |              |              |  |  |        |        |
|  | Spanje           | 3               | India      | 2     |              |              |  |  |        |        |
|  |                  |                 |            |       |              |              |  |  |        |        |
|  | Spanje           | 1               |            |       |              |              |  |  |        |        |
|  | Spanje           | 1               |            |       |              |              |  |  |        |        |

### Kwartfinales
| 4 augustus 2024 10:00                |         |                                 |                                                                                      |
| India                                | 1–1     | Groot-Brittannië                | Stade Yves-du-Manoir, veld 1 Scheidsrechters: Sean Rapaport (RSA) Steve Rogers (AUS) |
| Harmanpreet 22'                      | verslag | Morton 27'                      | Stade Yves-du-Manoir, veld 1 Scheidsrechters: Sean Rapaport (RSA) Steve Rogers (AUS) |
| Shoot-out                            |         |                                 | Stade Yves-du-Manoir, veld 1 Scheidsrechters: Sean Rapaport (RSA) Steve Rogers (AUS) |
| Harmanpreet Sukhjeet Lalit Raj Kumar | 4–2     | Albery Wallace Williamson Roper | Stade Yves-du-Manoir, veld 1 Scheidsrechters: Sean Rapaport (RSA) Steve Rogers (AUS) |

| 4 augustus 2024 12:30        |         |                                     |                                                                                           |
| België                       | 2–3     | Spanje                              | Stade Yves-du-Manoir, veld 1 Scheidsrechters: Gabriel Labate (ARG) Jonas van 't Hek (NED) |
| De Sloover 41' Hendrickx 58' | verslag | Basterra 40' Reyné 55' Miralles 57' | Stade Yves-du-Manoir, veld 1 Scheidsrechters: Gabriel Labate (ARG) Jonas van 't Hek (NED) |

| 4 augustus 2024 17:30      |         |           |                                                                                         |
| Nederland                  | 2–0     | Australië | Stade Yves-du-Manoir, veld 1 Scheidsrechters: Dan Barstow (GBR) Gareth Greenfield (NZL) |
| Telgenkamp 35' Van Dam 52' | verslag |           | Stade Yves-du-Manoir, veld 1 Scheidsrechters: Dan Barstow (GBR) Gareth Greenfield (NZL) |

| 4 augustus 2024 20:00               |         |                         |                                                                                       |
| Duitsland                           | 3–2     | Argentinië              | Stade Yves-du-Manoir, veld 1 Scheidsrechters: Zeke Newman (AUS) David Tomlinson (NZL) |
| Hinrichs 9' Peillat 24' Weigand 54' | verslag | Casella 11' Mazilli 48' | Stade Yves-du-Manoir, veld 1 Scheidsrechters: Zeke Newman (AUS) David Tomlinson (NZL) |

### Halve finales
| 6 augustus 2024 14:00                               |         |        |                                                                                     |
| Nederland                                           | 4–0     | Spanje | Stade Yves-du-Manoir, veld 1 Scheidsrechters: Ben Göntgen (GER) Martin Madden (GBR) |
| Janssen 12' Brinkman 20' Van Dam 32' Telgenkamp 50' | verslag |        | Stade Yves-du-Manoir, veld 1 Scheidsrechters: Ben Göntgen (GER) Martin Madden (GBR) |

| 6 augustus 2024 19:00            |         |                             |                                                                                            |
| Duitsland                        | 3–2     | India                       | Stade Yves-du-Manoir, veld 1 Scheidsrechters: Coen van Bunge (NED) Gareth Greenfield (NZL) |
| Peillat 18' Rühr 27' Miltkau 54' | verslag | Harmanpreet 7' Sukhjeet 36' | Stade Yves-du-Manoir, veld 1 Scheidsrechters: Coen van Bunge (NED) Gareth Greenfield (NZL) |

### Troostfinale
| 8 augustus 2024 14:00 |         |              |                                                                                      |
| India                 | 2–1     | Spanje       | Stade Yves-du-Manoir, veld 1 Scheidsrechters: Coen van Bunge (NED) Ben Göntgen (GER) |
| Harmanpreet 30', 33'  | verslag | Miralles 18' | Stade Yves-du-Manoir, veld 1 Scheidsrechters: Coen van Bunge (NED) Ben Göntgen (GER) |

### Finale
| 8 augustus 2024 19:00       |         |                                            |                                                                                      |
| Duitsland                   | 1–1     | Nederland                                  | Stade Yves-du-Manoir, veld 1 Scheidsrechters: Martin Madden (GBR) Steve Rogers (AUS) |
| Prinz 50'                   | verslag | Brinkman 46'                               | Stade Yves-du-Manoir, veld 1 Scheidsrechters: Martin Madden (GBR) Steve Rogers (AUS) |
| Shoot-out                   |         |                                            | Stade Yves-du-Manoir, veld 1 Scheidsrechters: Martin Madden (GBR) Steve Rogers (AUS) |
| Wellen Müller Prinz Weigand | 1–3     | De Geus De Mol Brinkman Van Dam Telgenkamp | Stade Yves-du-Manoir, veld 1 Scheidsrechters: Martin Madden (GBR) Steve Rogers (AUS) |

## Eindrangschikking
| Pos | Team             | Wed | W | G | V | Ptn | DV | DT | +/− | Eindresultaat                 |
| --- | ---------------- | --- | - | - | - | --- | -- | -- | --- | ----------------------------- |
| 1   | Nederland        | 8   | 5 | 2 | 1 | 17  | 23 | 10 | +13 | Goud                          |
| 2   | Duitsland        | 8   | 6 | 1 | 1 | 19  | 23 | 11 | +12 | Zilver                        |
| 3   | India            | 8   | 4 | 2 | 2 | 14  | 15 | 12 | +3  | Brons                         |
| 4   | Spanje           | 8   | 3 | 1 | 4 | 10  | 15 | 20 | −5  | Vierde plaats                 |
|     |                  |     |   |   |   |     |    |    |     |                               |
| 5   | België           | 6   | 4 | 1 | 1 | 13  | 17 | 10 | +7  | Uitgeschakeld in kwartfinales |
| 6   | Australië        | 6   | 3 | 0 | 3 | 9   | 12 | 12 | 0   | Uitgeschakeld in kwartfinales |
| 7   | Groot-Brittannië | 6   | 2 | 3 | 1 | 9   | 12 | 8  | +4  | Uitgeschakeld in kwartfinales |
| 8   | Argentinië       | 6   | 2 | 2 | 2 | 8   | 10 | 9  | +1  | Uitgeschakeld in kwartfinales |
|     |                  |     |   |   |   |     |    |    |     |                               |
| 9   | Zuid-Afrika      | 5   | 1 | 1 | 3 | 4   | 11 | 17 | −6  | Uitgeschakeld in groepsfase   |
| 10  | Ierland          | 5   | 1 | 0 | 4 | 3   | 4  | 9  | −5  | Uitgeschakeld in groepsfase   |
| 11  | Frankrijk (G)    | 5   | 0 | 1 | 4 | 1   | 8  | 22 | −14 | Uitgeschakeld in groepsfase   |
| 12  | Nieuw-Zeeland    | 5   | 0 | 0 | 5 | 0   | 4  | 14 | −10 | Uitgeschakeld in groepsfase   |

| Onderdeel             | Goud | Zilver | Brons |
| --------------------- | --- | --- | --- |
| Hockeytoernooi mannen | Nederland Jip Janssen Lars Balk Jonas de Geus Thijs van Dam Thierry Brinkman Seve van Ass Jorrit Croon Justen Blok Derck de Vilder Floris Wortelboer Tjep Hoedemakers Koen Bijen Joep de Mol Pirmin Blaak Tijmen Reyenga Duco Telgenkamp Floris Middendorp Thijs van Heijningen Coach: Jeroen Delmee | Duitsland Mathias Müller Mats Grambusch Lukas Windfeder Niklas Wellen Johannes Große Thies Prinz Paul-Philipp Kaufmann Teo Hinrichs Tom Grambusch Gonzalo Peillat Christopher Rühr Justus Weigand Marco Miltkau Martin Zwicker Hannes Müller Malte Hellwig Moritz Ludwig Jean Danneberg Coach: André Henning | India Jarmanpreet Singh Abhishek Manpreet Singh Hardik Singh Gurjant Singh Sanjay Mandeep Singh Harmanpreet Singh Lalit Upadhyay P. R. Sreejesh Sumit Walmiki Shamsher Singh Raj Kumar Pal Amit Rohidas Vivek Prasad Sukhjeet Singh Coach: Craig Fulton |

Londen 1908 · 
Antwerpen 1920 · 
Amsterdam 1928 · 
Los Angeles 1932 · 
Berlijn 1936 · 
Londen 1948 · 
Helsinki 1952 · 
Melbourne 1956 · 
Rome 1960 · 
Tokio 1964 · 
Mexico-stad 1968 · 
München 1972 · 
Montréal 1976 · 
Moskou 1980 · 
Los Angeles 1984 · 
Seoel 1988 · 
Barcelona 1992 · 
Atlanta 1996 · 
Sydney 2000 · 
Athene 2004 · 
Peking 2008 · 
Londen 2012 · 
Rio de Janeiro 2016 · 
Tokio 2020 · 
Parijs 2024 · 
Los Angeles 2028 
Medaillewinnaars
Atletiek · Badminton · Basketbal · Boksen · Boogschieten · Breaking · Gewichtheffen · Golf · Gymnastiek · Handbal · Hockey · Judo · Kanovaren · Klimsport · Moderne vijfkamp · Paardensport · Roeien · Rugby · Schermen · Schietsport · Schoonspringen · Skateboarden  · Surfen · Synchroonzwemmen · Taekwondo · Tafeltennis · Tennis · Triatlon · Voetbal · Volleybal · Waterpolo · Wielersport · Worstelen · Zeilen · Zwemmen